# ماتئو گارالدا
ماتئو گارالدا (اسپانیایی: Mateo Garralda‎؛ زادهٔ ۱ دسامبر ۱۹۶۹) بازیکن هندبال اهل اسپانیا بود.
از باشگاه‌هایی که در آن بازی کرده‌است می‌توان به باشگاه هندبال بارسلونا اشاره کرد.